# Johei Kadžijama
Johei Kadžijama (japonsky 梶山 陽平, * 24. září 1985) je bývalý japonský fotbalista.

## Klubová kariéra
Hrával za FC Tokyo, Panathinaikos Athény, Oita Trinita a Albirex Niigata.

## Reprezentační kariéra
S japonskou reprezentací se zúčastnil Letních olympijských her 2008.